# Bączek (artyleria)
Bączek – metalowy, okrągły lub owalny pierścień znajdujący się z boku łoża, przodka lub jaszcza dawnych dział, służący do mocowania przyborów działowych (wyciora, dosyłacza) i narzędzi (łomu, łopaty). Zwykle są stosowane dwa bączki: przedni i tylny (rzadziej występuje bączek środkowy).